# Ratnawati
Ratnawati (en népalais : रतनावती) est un comité de développement villageois du Népal situé dans le district de Sindhuli. Au recensement de 2011, il comptait 2 745 habitants.